# Victor (hrabstwo Ontario)
Victor – wieś w Stanach Zjednoczonych, w stanie Nowy Jork, w hrabstwie Ontario.